# San Fernando el Ocotal
San Fernando el Ocotal är en ort i Mexiko.   Den ligger i kommunen San Matías Tlalancaleca och delstaten Puebla, i den sydöstra delen av landet, 70 km öster om huvudstaden Mexico City. San Fernando el Ocotal ligger 2 377 meter över havet och antalet invånare är 135.
Terrängen runt San Fernando el Ocotal är kuperad norrut, men söderut är den platt. Runt San Fernando el Ocotal är det tätbefolkat, med 257 invånare per kvadratkilometer. Närmaste större samhälle är San Martin Texmelucan de Labastida, 11,4 km sydost om San Fernando el Ocotal. Trakten runt San Fernando el Ocotal består till största delen av jordbruksmark.